# Montagne de Marcou
La montagne de Marcou est un sommet montagneux du sud du Massif central, situé sur le territoire de la commune de Saint-Geniès-de-Varensal (Hérault). Son sommet a une altitude de 1 093 m. La montagne de Marcou est voisine du département de l'Aveyron et de la commune de Mélagues. Elle domine les falaises calcaires d'Olque. Elle se trouve dans le parc naturel régional du Haut-Languedoc.
Le sommet est accessible aux randonneurs. Il est occupé par une grande croix. Le GR 71 le contourne par le nord.

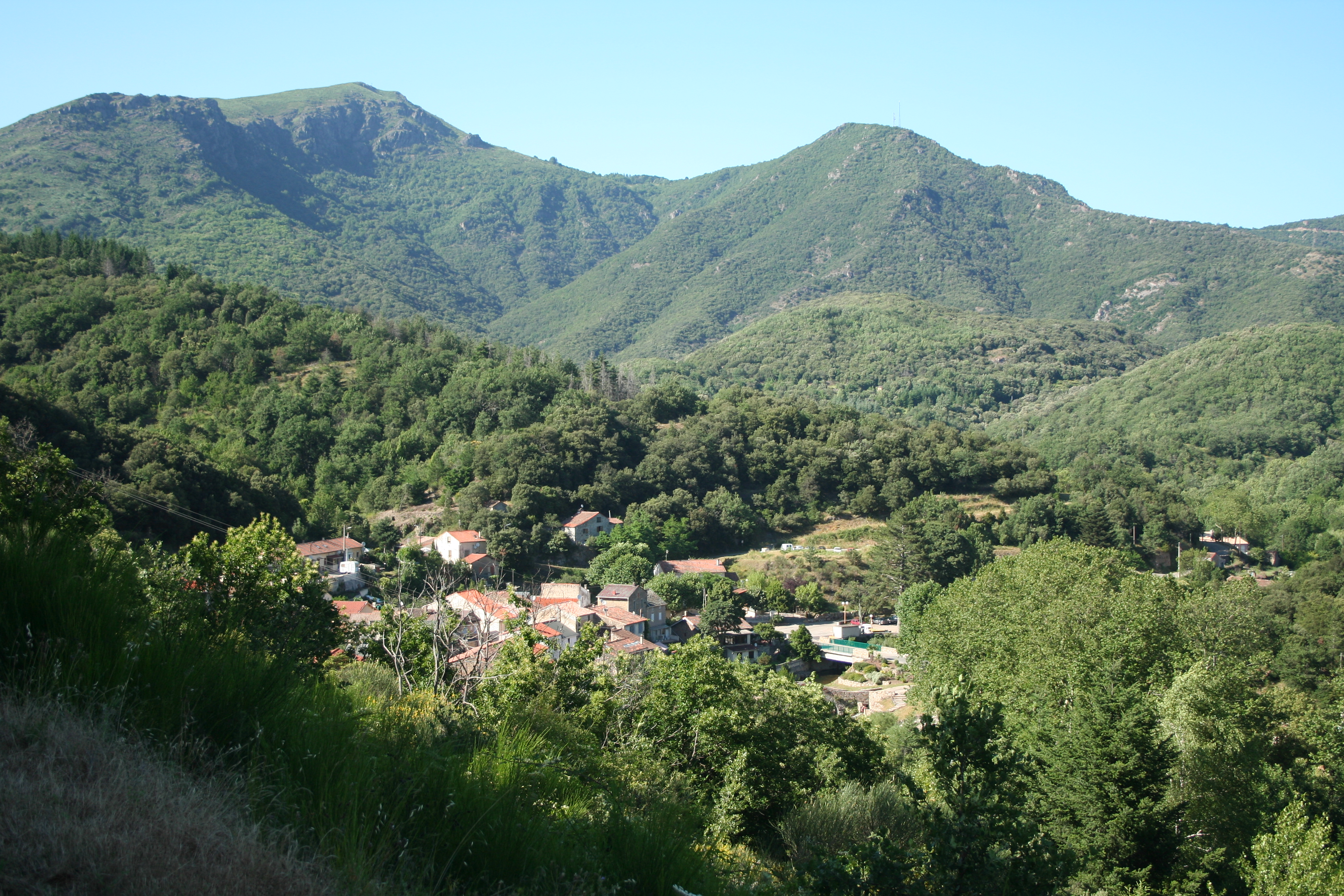
Vue du hameau de Plaisance et de la montagne de Marcou.